# الوترا
الوترا(به انگلیسی: Eleuthera) جزیره‌ای است در کشور باهاما در منطقه دریای کارائیب

## خصوصیات
جزیره الوترا ۵۱۸ کیلومترمربع مساحت و ۱۱٬۱۶۵ نفر جمعیت دارد و در کنار دریای کارائیب واقع شده‌است.
بخش‌ها
- الوترا شمالی
- الوترا جنوبی
- الوترا مرکزی